# Harvey Comics
Harvey Comics war ein US-amerikanischer Comicverlag, der 1941 von Alfred Harvey in New York City gegründet wurde. Der Comiczeichner Warren Kremer war einer der prägendsten Künstler bei Harvey Comics.

## Geschichte
Der Verlag wurde 1941 vom 26-jährigen Alfred Harvey in New York City gegründet, seine Brüder Robert B. und Leon Harvey schlossen sich ihm kurz darauf an. Den ersten mäßig erfolgreichen Titel Speed Comics übernahm der Verlag von Brookwood Publications, eine Superhelden-Anthologie mit Shock Gibbson und Captain Freedom als Titelfiguren. Speed Comics erschien 1941 ab der zwölften Ausgabe erstmals bei Harvey Comics, mit Band 44 im Jahr 1947 wurde die Veröffentlichung eingestellt. Von den ersten eigenen Reihen hatte nur der Titel The Black Cat längeren Erfolg, die Serie wurde von 1946 bis Anfang der 1960er herausgebracht.
Mit Green Hornet begann das Unternehmen 1942 mit Veröffentlichungen rund um lizenzierte Charaktere, die in den 1950er Jahren den größten Teil ihrer Produktion ausmachten. Neben anderen Reihen zählte insbesondere Richie Rich  in den 1940er und 1950er zu den erfolgreichsten Titeln von Harvey Comics. Ab 1952 lizenzierte der Verlag Casper von Paramount Pictures und brachte zahlreiche Comicbücher heraus. 1958 übernahm Harvey Comics für 1,7 Millionen US-Dollar die Rechte an hunderten Charakteren von Paramount Pictures, darunter die Figuren Casper und Litte Audrey, und lizenzierte diese für Fernsehen und Werbung.
Ab den 1960er nahm der Erfolg des Unternehmens ab. Alfred Harvey ging 1977 in den Ruhestand, er und seine Familie fanden allerdings keine adäquaten Nachfolger. Aus Mangel an Kapital und Führungspersonal stellte der Verlag 1982 seine Veröffentlichungen vorerst ein. Ab 1986 erschienen monatlich wieder drei Comicalben. Harveys Unternehmen wurde 1989 für geschätzte 6 Millionen US-Dollar an HMH Communications verkauft und in Harvey Comics Entertainment umbenannt. Der Käufer übernahm zahlreiche Figuren des Verlages und den Katalog an Zeichentrickfilmen. Im Jahr 2001 verkaufte Harvey Comics Entertainment seine verbleibenden Lizenzen und Figuren für etwa 17 Millionen US-Dollar an Classic Media. Durch die Umbenennung des Unternehmens in Sunland Entertainment verschwand auch die klassische Marke Harvey Comics.
Alfred Harvey starb 1994 im Alter von 80 Jahren an Herzinsuffizienz.

## Comics und Figuren (Auswahl)
- Casper
- Dick Tracy
- Felix the Cat
- Joe Palooka
- Richie Rich